# Anthurium friedrichsthalii
Anthurium friedrichsthalii är en kallaväxtart som beskrevs av Heinrich Wilhelm Schott. Anthurium friedrichsthalii ingår i släktet Anthurium och familjen kallaväxter. Inga underarter finns listade.